# Lutricia McNeal

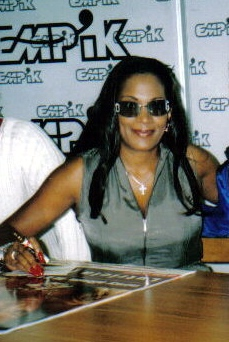
Lutricia McNeal (2007)

Lutricia McNeal (* 27. November 1973 in Oklahoma City) ist eine amerikanische Pop- und Soul-Sängerin.

## Leben
McNeal hatte 1997 erstmals kommerziellen Erfolg in Schweden mit der Single Ain’t That Just the Way (im Original von Barbi Benton), die ein Jahr später auch in anderen europäischen Ländern in die Hitparaden kam. 1998 kam sie mit Stranded und Someone Loves You Honey in die englischen Top 10. Erfolge feierte Lutricia McNeal auch in Asien bzw. Neuseeland, wo ihre Single Ain’t That Just the Way mit Platin ausgezeichnet wurden. Von 1998 bis 2000 folgten eine Reihe sehr erfolgreicher Singles in ganz Europa.
Im Jahr 2000 bekam McNeal ihr zweites Kind. 2002 wechselte sie zum schwedischen Label Bonnier und veröffentlichte die Uptempo-Nummer Perfect Love. Weitere Singles fanden in Deutschland wenig Beachtung.
Im November 2004 war sie hüllenlos im Herrenmagazin Playboy zu sehen. Im Sommer 2005 ging sie auf Open-Air-Festival-Tour und war mehrfach in Deutschland zu Gast.
Im Herbst 2005 veröffentlichte die Single It’s Not Easy und erreichte in den schwedischen Single-Charts Platz 3. Die Nachfolgesingle Best of Times erreichte ebenfalls Platz 6 in Schweden.
2011 erschien ihre Single You make me feel good beim deutschen Label tsp-music. Der mit Ansgar Huppertz geschriebene Song erschien in 3 Versionen. Die „feel good guitar version“ wurde von Anthony Thet begleitet.
2020 nahm sie ihren erfolgreichsten Titel Ain't That Just The Way zusammen mit dem DJ Charming Horses erneut auf.

## Diskografie

### Studioalben
| Jahr | Titel                 | Höchstplatzierung, Gesamtwochen, AuszeichnungChartplatzierungen (Jahr, Titel, Platzierungen, Wochen, Auszeichnungen, Anmerkungen) | Höchstplatzierung, Gesamtwochen, AuszeichnungChartplatzierungen (Jahr, Titel, Platzierungen, Wochen, Auszeichnungen, Anmerkungen) | Höchstplatzierung, Gesamtwochen, AuszeichnungChartplatzierungen (Jahr, Titel, Platzierungen, Wochen, Auszeichnungen, Anmerkungen) | Höchstplatzierung, Gesamtwochen, AuszeichnungChartplatzierungen (Jahr, Titel, Platzierungen, Wochen, Auszeichnungen, Anmerkungen) | Höchstplatzierung, Gesamtwochen, AuszeichnungChartplatzierungen (Jahr, Titel, Platzierungen, Wochen, Auszeichnungen, Anmerkungen) | Anmerkungen                                                              |
| Jahr | Titel                 | DE | AT | CH | UK | US | Anmerkungen                                                              |
| ---- | --------------------- | --- | --- | --- | --- | --- | ------------------------------------------------------------------------ |
| 1997 | My Side of Town       | DE37 (13 Wo.)DE | AT22 (24 Wo.)AT | CH19 (10 Wo.)CH | UK16 Gold · (18 Wo.)UK | — | Erstveröffentlichung: 1997 1998 in UK als Lutricia McNeal veröffentlicht |
| 1999 | Whatcha Been Doing    | DE84 (2 Wo.)DE | AT50 (1 Wo.)AT | CH21 (5 Wo.)CH | — | — | Erstveröffentlichung: 18. Oktober 1999                                   |
| 2002 | Metroplex             | — | — | — | — | — | Erstveröffentlichung: 2002                                               |
| 2004 | Soulsister Ambassador | — | — | — | — | — | Erstveröffentlichung: 2004                                               |

### Kompilationen
- 2004: Greatest Hits
- 2004: Simply the Best of Lutricia McNeal
- 2010: Complete Best

### Singles
| Jahr | Titel Album                                                                | Höchstplatzierung, Gesamtwochen, AuszeichnungChartplatzierungen (Jahr, Titel, Album, Platzierungen, Wochen, Auszeichnungen, Anmerkungen) | Höchstplatzierung, Gesamtwochen, AuszeichnungChartplatzierungen (Jahr, Titel, Album, Platzierungen, Wochen, Auszeichnungen, Anmerkungen) | Höchstplatzierung, Gesamtwochen, AuszeichnungChartplatzierungen (Jahr, Titel, Album, Platzierungen, Wochen, Auszeichnungen, Anmerkungen) | Höchstplatzierung, Gesamtwochen, AuszeichnungChartplatzierungen (Jahr, Titel, Album, Platzierungen, Wochen, Auszeichnungen, Anmerkungen) | Höchstplatzierung, Gesamtwochen, AuszeichnungChartplatzierungen (Jahr, Titel, Album, Platzierungen, Wochen, Auszeichnungen, Anmerkungen) | Anmerkungen                             |
| Jahr | Titel Album                                                                | DE | AT | CH | UK | US | Anmerkungen                             |
| ---- | -------------------------------------------------------------------------- | --- | --- | --- | --- | --- | --------------------------------------- |
| 1997 | Ain’t That Just the Way My Side of Town                                    | DE5 Gold · (31 Wo.)DE | AT2 Gold · (13 Wo.)AT | CH3 (20 Wo.)CH | UK6 Silber · (18 Wo.)UK | US63 (16 Wo.)US | Erstveröffentlichung: 26. März 1997     |
| 1997 | My Side of Town                                                            | DE73 (10 Wo.)DE | — | — | — | — | Erstveröffentlichung: 1997              |
| 1998 | Stranded Lutricia McNeal                                                   | DE33 (16 Wo.)DE | AT4 (13 Wo.)AT | CH14 (18 Wo.)CH | UK3 Silber · (12 Wo.)UK | — | Erstveröffentlichung: 8. Juni 1998      |
| 1998 | Someone Loves You Honey Lutricia McNeal                                    | DE51 (9 Wo.)DE | AT13 (10 Wo.)AT | — | UK9 (7 Wo.)UK | — | Erstveröffentlichung: 30. November 1998 |
| 1998 | The Greatest Love You’ll Never Know / When a Child Is Born Lutricia McNeal | — | — | — | UK17 (6 Wo.)UK | — | Erstveröffentlichung: 1998              |
| 1999 | 365 Days Whatcha Been Doing                                                | DE58 (9 Wo.)DE | AT26 (8 Wo.)AT | CH31 (12 Wo.)CH | — | — | Erstveröffentlichung: 30. August 1999   |
| 2000 | Fly Away Whatcha Been Doing                                                | DE84 (5 Wo.)DE | — | CH61 (7 Wo.)CH | — | — | Erstveröffentlichung: 2000              |
| 2002 | Perfect Love Metroplex                                                     | DE41 (10 Wo.)DE | AT22 (16 Wo.)AT | CH93 (2 Wo.)CH | — | — | Erstveröffentlichung: 8. Juli 2002      |
| 2003 | Wrong or Right Metroplex                                                   | — | AT50 (6 Wo.)AT | — | — | — | Erstveröffentlichung: 2003              |
| 2004 | Promise Me Soulsister Ambassador                                           | DE86 (7 Wo.)DE | — | — | — | — | Erstveröffentlichung: 2004              |

Weitere Singles
- 1997: Washington
- 2000: Sodapop
- 2002: You Showed Me
- 2003: Power of Music
- 2005: Rise
- 2006: It’s Not Easy
- 2006: Best of Times
- 2007: Hold That Moment
- 2011: You Make Me Feel Good
- 2020: Ain't That Just The Way (mit Charming Horses)

## Auszeichnungen für Musikverkäufe
| Goldene Schallplatte - Japan - 2000: für das Album Ain’t That Just the Way - Neuseeland - 1998: für die Single Stranded - Niederlande - 1998: für die Single Ain’t That Just the Way - Norwegen - 1998: für die Single Stranded - Schweden - 1998: für das Album My Side of Town | Platin-Schallplatte - Neuseeland - 1998: für die Single Ain’t That Just the Way - 1999: für das Album Ain’t That Just the Way - Schweden - 1998: für die Single Stranded |

Anmerkung: Auszeichnungen in Ländern aus den Charttabellen bzw. Chartboxen sind in ebendiesen zu finden.
| Land/RegionAuszeichnungen für Musikverkäufe (Land/Region, Auszeichnungen, Verkäufe, Quellen) | Silber     | Gold     | Platin     | Verkäufe | Quellen                   |
| -------------------------------------------------------------------------------------------- | ---------- | -------- | ---------- | -------- | ------------------------- |
| Deutschland (BVMI)                                                                           | —          | Gold1    | —          | 250.000  | musikindustrie.de         |
| Japan (RIAJ)                                                                                 | —          | Gold1    | —          | 100.000  | riaj.or.jp                |
| Neuseeland (RMNZ)                                                                            | —          | Gold1    | 2× Platin2 | 30.000   | aotearoamusiccharts.co.nz |
| Niederlande (NVPI)                                                                           | —          | Gold1    | —          | 40.000   | nvpi.nl                   |
| Norwegen (IFPI)                                                                              | —          | Gold1    | —          | 10.000   | ifpi.no                   |
| Österreich (IFPI)                                                                            | —          | Gold1    | —          | 25.000   | ifpi.at                   |
| Schweden (IFPI)                                                                              | —          | Gold1    | Platin1    | 45.000   | ifpi.se                   |
| Vereinigtes Königreich (BPI)                                                                 | 2× Silber2 | Gold1    | —          | 500.000  | bpi.co.uk                 |
| Insgesamt                                                                                    | 2× Silber2 | 8× Gold8 | 3× Platin3 |          |                           |

## Auszeichnungen
- 1998: RSH-Gold[4]